# Mona Steigauf
Monika Steigauf (ur. 17 stycznia 1970 w Starnbergu) – niemiecka lekkoatletka, wieloboistka, halowa wicemistrzyni świata, olimpijka.

## Osiągnięcia sportowe
Zajęła 4. miejsce w siedmioboju na uniwersjadzie w 1993 w Buffalo. Na halowych mistrzostwach świata w 1995 w Barcelonie zajęła 6. miejsce w pięcioboju.
Zdobyła srebrny medal w siedmioboju na uniwersjadzie w 1995 w Fukuoce. Na halowych mistrzostwach Europy w 1996 w Sztokholmie zajęła 4. miejsce w pięcioboju, a na igrzyskach olimpijskich w 1996 w Atlancie 11. miejsce w siedmioboju.
Zdobyła srebrny medal w pięcioboju na halowych mistrzostwach świata w 1997 w Paryżu, przegrywając jedynie ze swą koleżanką z reprezentacji Niemiec Sabine Braun, a wyprzedzając Kym Carter ze Stanów Zjednoczonych. Zajęła 6. miejsce w siedmioboju na mistrzostwach świata w 1997 w Atenach.
Zwyciężyła w siedmioboju na uniwersjadzie w 1997 w Katanii. Zajęła 8. miejsce w pięcioboju na halowych mistrzostwach świata w 1999 w Maebashi.
Steigauf była wicemistrzynią Niemiec w siedmioboju w 1994, 1996, 1999 i 2000 oraz brązową medalistką w tej konkurencji w 1992, a także halową mistrzynią Niemiec w sztafecie 4 × 200 metrów w 1998.
Jest aktualną (marzec 2022) rekordzistką Niemiec w dziesięcioboju z wynikiem 7885 punktów, uzyskanym 20 i 21 września 1997 w Ahlen.

## Rekordy życiowe
Rekordy życiowe Steigauf:
- siedmiobój – 6546 pkt (26 i 27 sierpnia 1997, Katania)[11]
- pięciobój (hala) – 4681 pkt (7 marca 1997, Paryż)[12]